# Havnelev Sogn
Havnelev Sogn er et sogn i Tryggevælde Provsti (Roskilde Stift).
I 1800-tallet var Havnelev Sogn anneks til Lille Heddinge Sogn. Begge sogne hørte til Stevns Herred i Præstø Amt. Hvert sogn dannede sin egen sognekommune. I slutningen af 1950'erne blev Rødvig Kommune dannet af Lille Heddinge og Havnelev. Den gik i 1962 frivilligt ind i Boestofte Kommune, som ved kommunalreformen i 1970 blev indlemmet i Stevns Kommune.
I Havnelev Sogn ligger Havnelev Kirke.
I sognet findes følgende autoriserede stednavne:
- Boestofte (bebyggelse)
- Havnelev (bebyggelse, ejerlav)
- Møllekærgård (bebyggelse)
- Rødvig (bebyggelse)
- Skørpinge (bebyggelse, ejerlav)
- Strandager Mark (bebyggelse)